# Blízkov
Blízkov település Csehországban, a Žďár nad Sázavou-i járásban. Blízkov Zadní Zhořec, Stránecká Zhoř, Černá, Netín és Měřín településekkel határos. Lakosainak száma 342 fő (2024. január 1.).

## Népesség
A település lakosságának változását az alábbi diagram mutatja:
| Lakosok száma | 568  | 607  | 577  | 444  | 399  | 340  | 344  | 336  | 343  | 342  |
|               | 1869 | 1890 | 1921 | 1950 | 1980 | 2001 | 2017 | 2019 | 2022 | 2024 |